# Дяково (станція)
Дя́ково (колишня назва Неветленфолу) — прикордонна проміжна залізнична станція Ужгородської дирекції Львівської залізниці на неелектрифікованій  лінії Королево — Дяково між станціями Чорнотисів (7 км) та прикордонною станцією Галмеу (5 км, Румунські залізниці). Розташована в селі Неветленфолу Виноградівського району Закарпатської області
На станції діє прикордонний однойменний пункт контролю.

## Історія
Станція відкрита у 1872 році у складі залізниці Королево — Сату-Маре — Дебрецен під первмнною назвою Неветленфолу.
Дільниця Халмеу / Дяково — Батьово — Королево — Чоп — Чєрна-над-Тисою є комбінованою і здатна пропускати поїзди двох різної ширини колій — 1520 мм та 1435 мм. Це дозволяє організувати безперебійне перевезення вантажів із Румунії до Словаччини і далі до Європи без задіювання перевантажувальних терміналів та заміни вагонних візків.
На етапі будівництва дільниця Халмеу / Дяково — Батьово — Королево — Чоп / Чєрна-над-Тисою будувалася під стандартну ширину колії 1435 мм. Після Другої світової війни, коли Закарпаття було приєднано до складу СРСР, в більшості своїй євроколія була пербудована, але на зазначеній ділянці вона збереглася, а вздовж неї паралельно була прокладена колія 1520 мм. За часів «холодної війни» цією залізницею здійснювалося перевезення вугілля з Румунії до Чехословаччину. Нині вантажні перевезення цією залізницею практично не здійснюються.
У 1996—1997 роках євроколією курсував швидкий поїзд сполученням Краків — Констанца, маршрут якого пролягав через територію чотирьох держав — Польщі, України (здійснював зупинки на станціях Дяково, Королево та Чоп), Словаччини та Румунії.
У травні 2017 року відбулися перемовини між українською делегацією та румунською сторонами, за участю представників Міністерства інфраструктури України з представниками Мініністерства транспорту та МЗС Румунії і України. Українська сторона запропонувала Словаччині й Румунії відновити перевезення вантажів з однієї країни в іншу через Закарпатську область, використовуючи при цьому комбіновану залізницю Халмеу / Дяково —Батьово — Королево — Чоп / Чєрна-над-Тисою.

## Пасажирське сполучення
Пасажирський рух здійснюється дизель-поїздами до станцій Батьово, Дяково, Королево та Солотвино І. Рух поїздів далекого сполучення по станції відсутній. Для дизель-поїздів станція є кінцевою, пасажирський рух у напрямку Румунії відсутній.
| Рух приміських поїздів по станції Дяково |                      |                          |
| №                                        | Маршрут сполучення   | Періодичність курсування |
| 6572                                     | Дяково — Солотвино І | Скасований               |
| 6573                                     | Королево — Дяково    | Скасований               |
| 6574                                     | Дяково — Солотвино І | Щоденно                  |
| 6582/6581                                | Батьово — Королево   | Щоденно                  |